# Relations entre la France et la Serbie
 (juillet 2025).
Les relations entre la France et la Serbie ont toujours été très riches[Information douteuse] : elles remontent au Moyen Âge. Les échanges entre les deux pays s'intensifient tout au long du XIXe siècle, sur les plans culturels, économiques et politiques. 

## Historique des relations

### Moyen Âge
Au Moyen Âge, la Serbie et la France avaient des contacts. L’événement le plus marquant de cette relation a certainement été le mariage du roi Uros avec la princesse Hélène d'Anjou. L'un des monuments de ce mariage est la vallée  de lilas. La reine Hélène d'Anjou, en tant qu'épouse du roi et plus tard co-dirigeante 
avec ses fils, le roi Dragutin et le roi Milutin, a laissé un héritage culturel important. Elle a également fondé le monastère de Gradac, ainsi que la première école pour femmes dans cette partie d'Europe.
Les Francs saccagèrent Belgrade et Niš lors de la première croisade, sur fond de tensions croissantes entre Croisés et chrétiens de l'Est, y compris orthodoxes, lesquelles tensions culmineront avec la quatrième croisade détournée sur Constantinople, entraînant une « première chute de Byzance ».

### De la révolution serbe à la Première Guerre mondiale
Le premier document officiel sur les relations modernes entre la Serbie et la France est une lettre de Karadjordje envoyée à Napoléon pendant la révolution serbe. Karadjordje y exprime sa sympathie pour la France et sa révolution. Cependant, Napoléon avait d'autres priorités à ce moment-là, de sorte que la coopération faisait défaut à l'époque.
En 1809 Karadjordje envoya son émissaire Rada Vucinic solliciter son aide et sa protection ; Napoléon ne promit rien de précis, mais permit à l'envoyé de Karadjordje de rester en France, maintenant une ambassade officieuse (1810-1814).
Avec la paix de Paris de 1856, mettant fin à la guerre de Crimée, la Serbie est placée sous le haut patronage exclusif de la Russie et sous la protection de tous les États européens.
Vers le milieu ou la fin du XIXe siècle, l'influence française en Serbie s'est renforcée. De nombreux Serbes, qui deviendront plus tard de hauts responsables politiques, des travailleurs culturels et des universitaires ont été formés en France. L'influence s'étend à tous les domaines de la vie de la Serbie d'alors, et l'un des représentants les plus significatifs de ce lien et de ce cercle culturel est certainement Jovan Skerlic. En outre, la Serbie adhère à l'Union monétaire latine, qui était le pilier de la France. Les relations économiques se sont considérablement renforcées après la guerre douanière et la pleine émancipation de l'économie serbe.

### Première Guerre mondiale

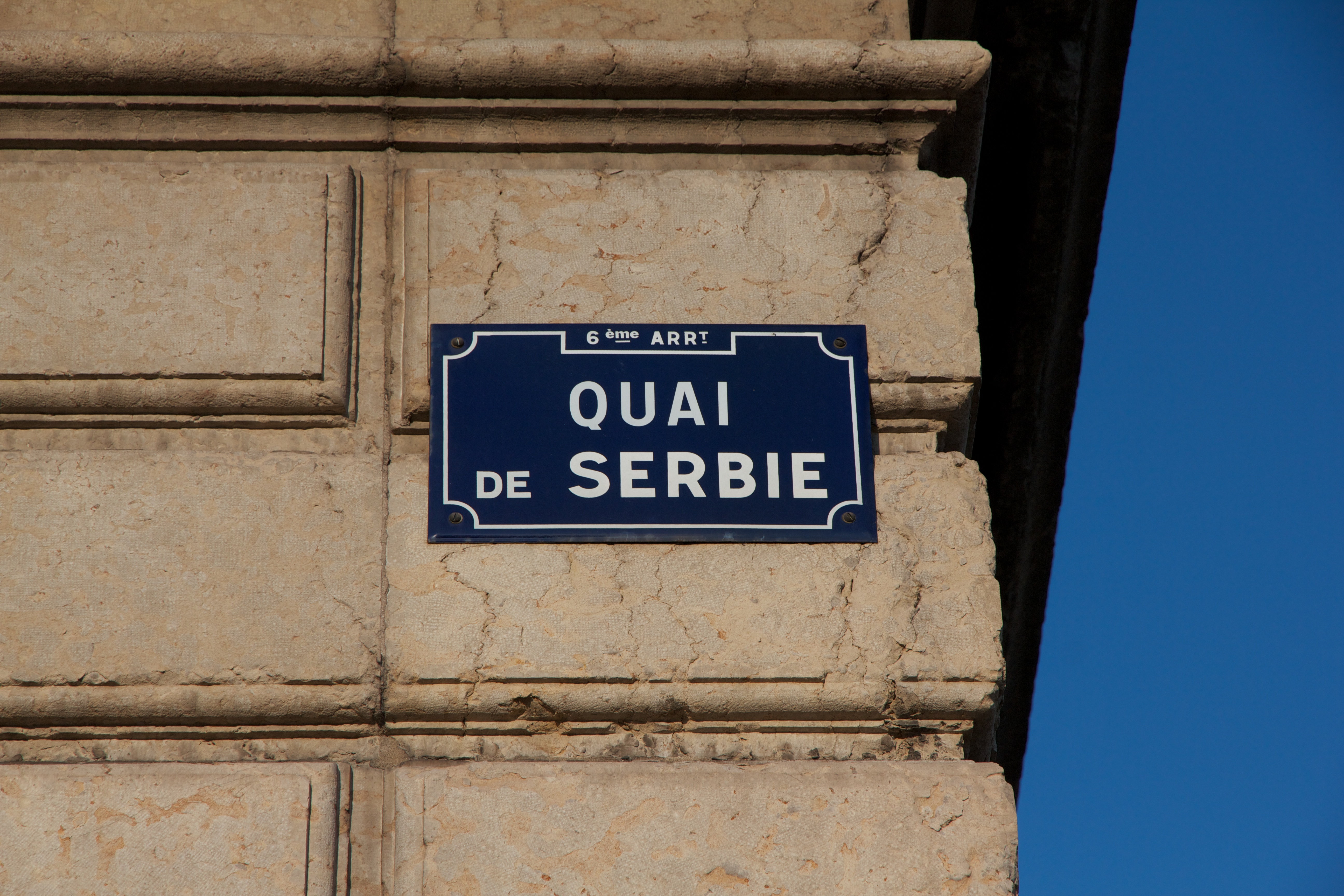
Les voies françaises nommées d'après la Serbie (ici à Lyon), témoignages de l'alliance durant la Première Guerre mondiale.

Au début du XXe siècle, les deux pays sont de solides alliés et sont liés lors de la Première Guerre mondiale par une très étroite fraternité d'armes et solidarité entre les populations française et serbe. 
La France a aidé la Serbie à armer et a ensuite organisé le transfert de l'armée serbe de la côte adriatique à l'île de Corfou. Elle a également soigné de nombreux patients et blessés dans leurs hôpitaux et placé des enfants et des jeunes dans leurs écoles en France. La France était également l'un des principaux organisateurs du front de Thessalonique, avec le général français Louis Franchet d'Espèrey à la tête de l'armée de libération franco-serbe.

### Royaume des Serbes, Croates et Slovènes
Les relations étroites (politiques, économiques, culturelles, intellectuelles) dans l'entre-deux guerres entre la France et le royaume des Serbes, Croates et Slovènes, puis le royaume de Yougoslavie s'appuient sur le récit de l'amitié particulière entre les deux pays ainsi que sur des réseaux d'élèves et d'étudiants serbes ayant étudié en France (à l'origine du Monument de reconnaissance à la France à Belgrade, inauguré en 1930). 
Après l'armistice, l'amitié entre les deux pays se manifeste également par des hommages à la Serbie, par exemple à Paris la dénomination de l'avenue Pierre-Ier-de-Serbie (1918) ou la construction d'un monument à Alexandre Ier de Yougoslavie et Pierre Ier de Serbie porte de la Muette, square Alexandre-Ier-de-Yougoslavie, par Maxime Real del Sarte (1936). On trouve des hommages similaires à Orléans et ailleurs en France. En 1920, Belgrade est décorée de la Légion d'honneur, ville qui comporte d'ailleurs des rues Poincaré et Clemenceau, ainsi qu'un restaurant nommé d'après Louis Franchet d'Espèrey. Dans les années 1930, 700 soldats serbes de la Première Guerre mondiale sont enterrés dans un carré militaire du cimetière parisien de Thiais.

### Charles de Gaulle et Tito
Bien qu'alliés et vainqueurs de la Seconde Guerre mondiale, les relations entre la France et la Yougoslavie n'ont pas été aussi cordiales après 1945. Le changement du système socio-économique en Yougoslavie (du capitalisme au communisme) et la nationalisation des actifs des entreprises françaises ne sont qu'une partie du problème.
La plus grande crise de cette période a été le conflit sur le processus de Belgrade, à savoir le procès de Draža Mihailović. Les États-Unis, et la France en particulier, se sont opposés à ce processus. Le président de la France, le général Charles de Gaulle, qui était un grand ami et camarade de classe de  Mihailovic à l'Académie militaire française, a demandé à Tito de le libérer. Malgré la pression de l'extérieur, la procédure judiciaire a été clôturée et Draža Mihailović a été reconnu coupable de trahison et de collaboration avec les occupants nazis et abattu. Par la suite, bien que les relations diplomatiques ne soient pas rompues, les relations entre la France et la Yougoslavie se sont refroidies.
Le dernier épisode marquant de ces relations sont les guerres de Yougoslavie dans les années 1990, où la France participe aux bombardements du pays.

### Relations après 2000
Les relations diplomatiques avec ce qui était alors encore la république fédérale de Yougoslavie sont rétablies le 17 novembre 2000, dans la foulée de la chute de Slobodan Milošević. La visite à Belgrade en décembre 2001 de Jacques Chirac permet de rehausser la relation bilatérale, désormais sous-tendue par l'accompagnement de la transition politique et économique. Un accord de partenariat stratégique visant notamment à « accompagner la préparation à l'intégration européenne de la république de Serbie » est signé en avril 2011. 
L'ambassade de France en Serbie et l'ambassade de Serbie en France contribuent à structurer ce partenariat.

### Relations entre la république de Serbie et la République française
- En 2008, la France a reconnu la déclaration unilatérale d'indépendance du Kosovo.
- En septembre 2016, le Premier ministre serbe Aleksandar Vucic a effectué une visite officielle en France.
- En 2017, la Cour d'appel de Colmar a rejeté la demande d'extradition de la Serbie de l'ancien officier de l'UÇK, Ramush Haradinaj.
- Emmanuel Macron a visité Belgrade les 15 et 16 juillet 2019[7].

## Relations bilatérales

### Liens culturels
- La France possède un vaste réseau de centres culturels en Serbie. Il y en a trois au total : à Belgrade, Novi Sad et Niš. Le centre de Niš a été fondé en 2003.
- La Serbie n'a qu'un seul centre culturel en France, à Paris.
- En plus des institutions culturelles officielles, il existe de nombreuses associations civiques qui s'efforcent de préserver et de développer la riche tradition et la culture des relations serbo-françaises.
- Depuis 2006, la Serbie est observatrice au sein de l'organisation de la Francophonie.
- La Skadarlija de Belgrade est le seul quartier bohème du monde jumelé avec Montmartre.

### Diaspora
120 000 citoyens serbes vivent en France. surtout à Paris, Lyon, Strasbourg et Nice. L'un des plus grands centres se trouve dans le 18e arrondissement de Paris dans le quartier Simplon. L'émigration serbe vers la France était de nature économique, politique et culturelle. Une des personnes les plus célèbres de la diaspora est Enki Bilal, un dessinateur de bandes dessinées et citoyen de Belgrade.

## Faits intéressants
- Au Parlement français, Victor Hugo a pris la parole dans un discours demandant à la France d'aider la Serbie et de protéger les Serbes des délits turcs. Il se trompa cependant sur la localisation des communes alors réprimées par la Sublime Porte, celles-ci étant en fait bulgares[réf. nécessaire]. Ce discours est considéré comme l'un des premiers documents de l'idée européenne, car il nécessite, entre autres, la création des États-Unis européens.
- En 1833, le poète français Lamartine laisse un témoignage poignant de Ćele kula et de sa symbolique.
- Le roi Pierre Ier fait ses études militaires à Saint-Cyr[9], à titre étranger, de 1862 à 1864, au sein de la promotion « Puebla ». En 1870, ne supportant pas de voir la France battue par les Prussiens, il s’engage comme sous-lieutenant au 5e bataillon de la Légion étrangère, sous le nom de Pierre Kara et se bat dans les rangs de l’Armée de la Loire. Le 11 octobre, il est blessé sous Orléans. Fait prisonnier, il s’évade en traversant la Loire et rejoint l’arrière-garde de l’Armée de Chanzy pour reprendre sa place au combat.
- Milunka Savić est décorée de la croix de guerre 1914-1918 et de la médaille de chevalier de la ordre national de la Légion d'honneur[10].